# Ely Parker

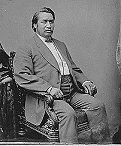
Ely S. Parker

Ely Parker (Towananda, Nova York 1828-1895), també anomenat Hasanoanda, fou un dirigent seneca. El 1852 fou nomenat Donehogawa (Guardià de la Porta Oriental). Enginyer civil i amic personal d'Ulysses S. Grant, fou el redactor de la rendició d'Appomatox el 1865. De gener del 1869 a estiu del 1871 va dirigir el Bureau of Indian Affairs (BIA), però dimití per pressions de tota mena. Ajudà a l'antropòleg Lewis Morgan a escriure el seu estudi sobre la Confederació Iroquesa. Va viure molt respectat pel seu poble, però va morir gairebé en la pobresa.